# Усть-Бурен
Усть-Бурен — село в Каа-Хемском кожууне Республики Тыва. Административный центр и единственный населённый пункт Усть-Буренского сумона.

## География
Село стоит на правом берегу реки Каа-Хем, недалеко от устья реки Бурен (впадающей выще слева).
Климат
Село, как и весь кожуун, находится на территории, приравненной к районам Крайнего Севера.

## История
Основано в 1905 году русскими переселенцами, из-за топкого места получил название посёлок Грязнуха. В 1931 году была создана сельхозартель «Борцы». В 1951 году после объединения колхоза «Кызыл Тук» и сельскохозяйственной артели «Борцы» переименован в колхоз «Красное Знамя». В 1940-е годы село получило название Усть-Бурен.

## Население
| 2002 | 2010 | 2011 | 2012 | 2013 | 2014 | 2015 |
| ---- | ---- | ---- | ---- | ---- | ---- | ---- |
| 616  | ↘513 | →513 | ↘491 | ↘475 | ↘470 | ↗478 |
| 2016 | 2017 | 2018 | 2019 | 2020 | 2021 |      |
| ↗492 | ↗503 | ↗517 | ↗525 | ↗530 | ↘512 |      |

## Инфраструктура
МБОУ СОШ с.Усть-Бурен.
Администрация поселения.

## Транспорт
Подходит автодорога 93-ОП-МЗ-93Н-37 «Подъезд к с.  Усть-Бурен» протяжённостью 7,2 км.